# Croton jennyanus
Espèce
Croton jennyanus est une espèce de plantes à fleurs du genre Croton et de la famille des Euphorbiaceae, présente à l'ouest de Madagascar.
Il a pour synonymes :
- Croton punctatus, Rich. ex Baill., 1861
- Croton squamigerus, Baill., 1861
- Croton squamigerus var. acutifolius, Müll.Arg., 1866
- Croton squamigerus var. obtusifolius, Müll.Arg., 1866
- Oxydectes jennyana, (Gris ex Baill.) Kuntze
- Oxydectes squamigera, (Baill.) Kuntze